# Freguesias de Macao
Las freguesias de Macao fueron la antigua división administrativa civil de los dos municipios de que constaba Macao durante el periodo de administración portuguesa, que estaban basadas en las parroquias eclesiásticas. A partir del traspaso de la soberanía de Macao de Portugal a China a finales de 1999, el gobierno chino mantuvo las freguesias como meras divisiones regionales y simbólicas sin poder administrativo.
La península de Macao está dividida en cinco: Nossa Senhora de Fátima, Santo António, São Lázaro,  São Lourenço y Sé.
La isla de Taipa consta de una sola: Nossa Senhora do Carmo.
La isla de Coloane cuenta con una sola freguesia: São Francisco Xavier.
El istmo de Cotai no se ha incluido en ninguna freguesia.

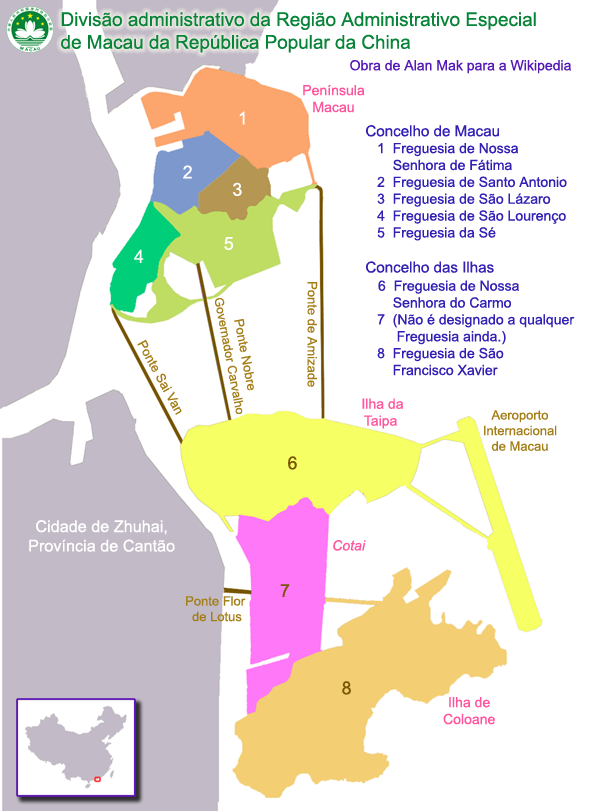
Parroquias de Macao

| Freguesia               | Nombre en chino | Área en km² | Número en mapa |
| ----------------------- | --------------- | ----------- | -------------- |
| Nossa Senhora de Fátima | 花地瑪堂區      | 3.2         | 1              |
| Nossa Senhora do Carmo  | 嘉模堂區        | 7.9         | 6              |
| Santo António           | 花王堂區        | 1.1         | 2              |
| São Francisco Xavier    | 聖方濟各堂區    | 7.6         | 8              |
| São Lázaro              | 望德堂區        | 0.6         | 3              |
| São Lourenço            | 風順堂區        | 1.0         | 4              |
| Sé                      | 大堂區          | 3.4         | 5              |